# The Hick
The Hick è un cortometraggio muto del 1921 diretto da Larry Semon e Norman Taurog.

## Produzione
Il film fu prodotto dalla Vitagraph Company of America.

## Distribuzione
Distribuito dalla Vitagraph Company of America, il film - un cortometraggio in due bobine - uscì nelle sale cinematografiche statunitensi il 10 marzo 1921.